# Andrija Bojić
Andrija Bojić (in serbo Андрија Бојић?; Belgrado, 28 maggio 1993) è un cestista serbo.

## Palmarès
- Campionato macedone: 2

MZT Skopje: 2018-19, 2020-21
- Coppa di Macedonia: 1

MZT Skopje: 2021